# Cualca
Cualca (estilizado como CUALCA!) fue una serie de televisión de sketches argentina emitida en un principio como parte del programa Duro de domar por Canal 9 en 2012, pero cosechando éxito principalmente en las cuentas oficiales de Vimeo y YouTube. Escrito y protagonizado por Malena Pichot, Julián Kartun, Julián Lucero, Julián Doregger y Charo López; la serie es una parodia de los prejuicios sociales en general existentes en Argentina en donde tratan mensajes feministas, en contra del racismo, la homofobia y donde no existe una línea argumental determinada. Cuenta con varios personajes recurrentes y otros que se adaptan a los capítulos, que están divididos en episodios y micros.
Una segunda temporada fue propuesta vía Idea.me y fue estrenada el 6 de noviembre de 2014 por el canal de YouTube de Pichot. Un spin-off titulado Por ahora fue estrenado por Cosmopolitan Televisión en 2013.

## Información general
Cualca se emitió durante su primera temporada como parte del programa Duro de domar en el argentino Canal 9. Sin embargo, el éxito le llegó principalmente a través de Internet, en sus canales de Youtube y Vimeo. Sobre la metodología de crear los guiones y las ideas para el show, Malena Pichot explicó: «Si hay mucha gente pensando, siempre va a salir algo distinto. El problema de la televisión es que todo cae en las manos de los mismos guionistas», explica Pichot. Por otro lado, Julián Lucero explica: «Algunos son puro humor y otros tienen crítica. No nos quedamos ni en la pavada total ni en la bajada de línea.»
Meses después de la última escena de Cualca y del fin de Por ahora, el grupo de actores reapareció en un musical de menos de 5 minutos en donde explicaban que necesitan dinero para realizar la segunda temporada. La propuesta musical se subió a la plataforma de micromecenazgo Idea.me en el mes de mayo. El objetivo a alcanzar era de 22.995 dólares a finales del mes de julio. Para junio la plataforma anunciaba que #ojalavuelvacualca ya era récord de micromecenazgo en América Latina, recaudando un total de 28.957 dólares.

## Sketches
Los sketches parodian situaciones de la vida cotidiana, aunque algunos sketches son recurrentes, como El mundo donde el sexo no es tabú o Hablemus. 

### Personajes recurrentes
- MarceMar (Malena Pichot): Se trata de una presentadora de programas infantiles, criticada por ser muy frívola. Es quien le da al Señor Brócoli su primer empleo en blanco.

- Caro Pardíaco (Julián Kartun): Personaje recurrente con muchísimo dinero. Típica "concheta" de Buenos Aires, su padre tiene un montón de empresas con muchos más empleados.

- Ana Chamot (Charo López): Es una mujer grosera y maleducada. Como dice la canción que la presenta: "se comporta como un chabón, jodón".
- Marta Chamot (Charo López): es la tía de Ana Chamot, al parecer más grosera que su sobrina según la canción que la presenta: “Es la tía de Ana Chamot, peor”.
- Señor Brócoli (Julián Lucero): es el personaje de "Marcemar", un programa de televisión para niños con canciones racistas y xenófobas.

## Temporadas
| Temporada | Temporada | Episodios | Estreno de temporada   | Final de temporada      |
| --------- | --------- | --------- | ---------------------- | ----------------------- |
|           | 1         | 46        | 9 de febrero de 2012   | 29 de diciembre de 2013 |
|           | 2         | 10        | 6 de noviembre de 2014 | 16 de enero de 2015     |

### Temporada 1: 2012–13
| N.º | Ep. | Título                                   | Emisión                  |
| --- | --- | ---------------------------------------- | ------------------------ |
| 1   | 1   | "Piropos"                                | 9 de febrero de 2012     |
| 2   | 2   | "Una cita con Ricardo"                   | 16 de febrero de 2012    |
| 3   | 3   | "Creativos"                              | 23 de febrero de 2012    |
| 4   | 4   | "Morning Glory"                          | 1 de marzo de 2012       |
| 5   | 5   | "Chicas Cosmo"                           | 8 de marzo de 2012       |
| 6   | 6   | "Buenos Aires 2036"                      | 15 de marzo de 2012      |
| 7   | 7   | "Solo la verdad"                         | 22 de marzo de 2012      |
| 8   | 8   | "Cerveza Cualca!"                        | 29 de marzo de 2012      |
| 9   | 9   | "Hablemus de la marihuana"               | 5 de abril de 2012       |
| 10  | 10  | "Convivencia"                            | 12 de abril de 2012      |
| 11  | 11  | "No es necesario"                        | 19 de abril de 2012      |
| 12  | 12  | "Marcemar"                               | 26 de abril de 2012      |
| 13  | 13  | "Creativos II"                           | 3 de mayo de 2012        |
| 14  | 14  | "Entrevistando al enemigo"               | 10 de mayo de 2012       |
| 15  | 15  | "Violencia obstétrica"                   | 17 de mayo de 2012       |
| 16  | 16  | "Marcemar II"                            | 24 de mayo de 2012       |
| 17  | 17  | "Entrevistando al enemigo II"            | 31 de mayo de 2012       |
| 18  | 18  | "Sex and the Munro"                      | 6 de junio de 2012       |
| 19  | 19  | "Un día con Caro Pardíaco"               | 13 de junio de 2012      |
| 20  | 20  | "BBP: Basta de Boludas en la Publicidad" | 20 de junio de 2012      |
| 21  | 21  | "Mala leche"                             | 27 de junio de 2012      |
| 22  | 22  | "Negrear"                                | 4 de julio de 2012       |
| 23  | 23  | "Peatones"                               | 11 de julio de 2012      |
| 24  | 24  | "Groupies"                               | 18 de julio de 2012      |
| 25  | 25  | "Sex and the Munro II"                   | 25 de julio de 2012      |
| 26  | 26  | "Capocómicos"                            | 1 de agosto de 2012      |
| 27  | 27  | "La misma piedra"                        | 8 de agosto de 2012      |
| 28  | 28  | "Salida de a cuatro"                     | 15 de agosto de 2012     |
| 29  | 29  | "Como en las pelis"                      | 22 de agosto de 2012     |
| 30  | 30  | "El arte de respirar"                    | 29 de agosto de 2012     |
| 31  | 31  | "Internet"                               | 5 de septiembre de 2012  |
| 32  | 32  | "Vidas paralelas"                        | 12 de septiembre de 2012 |
| 33  | 33  | "A los 30"                               | 20 de septiembre de 2012 |
| 34  | 34  | "Reinas"                                 | 26 de septiembre de 2012 |
| 35  | 35  | "La tele es una masa"                    | 4 de octubre de 2012     |
| 36  | 36  | "Welcome"                                | 10 de octubre de 2012    |
| 37  | 37  | "Hablemus de alcohol"                    | 17 de octubre de 2012    |
| 38  | 38  | "Acopalipsis"                            | 24 de octubre de 2012    |
| 39  | 39  | "En grupo"                               | 31 de octubre de 2012    |
| 40  | 40  | "El mundo donde el sexo no es tabú"      | 7 de noviembre de 2012   |
| 41  | 41  | "Te le che"                              | 14 de noviembre de 2012  |
| 42  | 42  | "Artearte"                               | 21 de noviembre de 2012  |
| 43  | 43  | "Pérdida de sensibilidad"                | 29 de noviembre de 2012  |
| 44  | 44  | "Sr. Brócoli"                            | 5 de diciembre de 2012   |
| 45  | 45  | "Negación"                               | 12 de diciembre de 2012  |
| 46  | 46  | "Hostel"                                 | 29 de diciembre de 2012  |

### Temporada 2: 2014–15
| N.º | Ep. | Título                     | Emisión                 |
| --- | --- | -------------------------- | ----------------------- |
| 47  | 1   | "Gallos"                   | 6 de noviembre de 2014  |
| 48  | 2   | "Boom inmobiliario"        | 13 de noviembre de 2014 |
| 49  | 3   | "Folkloricaro"             | 20 de noviembre de 2014 |
| 50  | 4   | "Chicas inseguras"         | 27 de noviembre de 2014 |
| 51  | 5   | "UPE"                      | 4 de diciembre de 2014  |
| 52  | 6   | "Pesadilla"                | 13 de diciembre de 2014 |
| 53  | 7   | "Piel de cordero"          | 18 de diciembre de 2014 |
| 54  | 8   | "Televisión x los valores" | 26 de diciembre de 2014 |
| 55  | 9   | "Campaña"                  | 8 de enero de 2015      |
| 56  | 10  | "Fractal"                  | 16 de enero de 2015     |